# Ischnura saharensis
Ischnura saharensis – gatunek ważki z rodziny łątkowatych (Coenagrionidae).